# Refahiye
Refahiye (en kurde « Gercan ») est une ville et un district de la province d'Erzincan dans la région de l'Anatolie orientale en Turquie. Elle est peuplée majoritairement par des kurdes de confession alévi.

## Histoire
En 1920, la Révolte de Koçgiri frappa Refahiye. Les kurdes prirent alors le contrôle de la ville. L’année suivante, la révolte fut violemment réprimée dans le sang par l'armée turque dirigée par le commandant Topal Osman (voir Révolte de Koçgiri).